# Serdiukî (Kalașnîkî), Poltava
Serdiukî (în ucraineană Сердюки) este un sat în comuna Kalașnîkî din raionul Poltava, regiunea Poltava, Ucraina.

## Demografie
Componența lingvistică a localității Serdiukî
     Ucraineană (95,24%)
     Rusă (3,66%)
     Alte limbi (1,1%)
Conform recensământului din 2001, majoritatea populației localității Serdiukî era vorbitoare de ucraineană (95,24%), existând în minoritate și vorbitori de rusă (3,66%).